# モンスターハンター (ファミ通文庫)
『モンスターハンター』は、カプコンのオンラインアクションゲーム『モンスターハンターシリーズ』のファミ通文庫から出版されたノベライズ作品シリーズ。（「モンスターハンター:ワールド 生命の大地に」のみ編集企画：ファミ通文庫編集部のKADOKAWA刊単行本）。
作中世界を共有しているファミ通文庫刊行作品以外の、ノベライズはモンスターハンターシリーズ#小説を参照。

## ゆうきりん版
著者ゆうきりん、イラストコヤマシゲト。全4巻。2007年、ライトノベルアワードでノベライズ部門賞を受賞。

### あらすじ
イャンクックの最速討伐記録を打ち立てた駆け出しハンター、ジーグ・グランエスト。一人前のハンターだと思い上がっていたある日、ジーグは住み慣れた村を離れ、街へ出て「ギルド」に登録する。仲間との出会いや飛竜との戦いを通して、少年は次第に「狩り」とは何か、「ハンター」とは何かを学んでいく。

### 登場人物

#### 主要人物
ジーグ・グランエスト(Zeeg Grandest)
通称ジーグ。武器は大剣のアッパーブレイズ改、防具は《レウスシリーズ》。当初はバスターブレイドと《レザーライトシリーズ》だった。
ココット村出身の少年。負けん気が強い熱血漢で、冷静さや謙虚さに欠ける未熟な面もあるが、経験を積むにつれて成長していった。『狩りの掟』では、金を儲けるためにモンスターを片っ端から狩る人間として描写され、物語が進むにつれてその心根を改めていったが、『狩りの追憶』に登場するそれ以前のジーグは無駄な狩りは避けるべきという考えを持っている。
村のイャンクック討伐の最速記録を打ち立てたことで自分の強さに自惚れていたが、ミナガルデに来てそれが評価に値しないものだと気付かされる。エルメリア達のパーティに参加し、村では想像もしなかったほどの強敵との戦いに身を投じて成長していき、ついには多くのハンター達の憧れとなって行く。
飲めなくはないがあまりビールが好きではなく、打ち上げなどでも牛乳を好んで頼む。当初はこれもからかいの対象だったが、やがて『牛乳（ミルク）飲みジーグ』という異名がつく原因となった。
エルメリア・フランポート(Elmeria Franport)
通称エルメリア。武器はハンマーのブレス・コア、防具は《レイアシリーズ》。物語序盤ではブロステイルと《レウスシリーズ》だった。
少女でありながらジーグ達のパーティのリーダーを務める。物語当初からミナガルデでは名の通ったハンターだった。非常に強気で自信家の少女だがそれに見合った実力を持っており、ハンマーを軽々と振り回す豪腕の持ち主。ハンマーを振るい易くするために頭と胴部の防具を着用しておらず、被弾時のリスクが高かったが、後にジーグの忠告を受けいれる形で頭の防具は身に着けるようになった。
酒を飲むと少々酒乱となり、どんどん呂律が回らなくなる。ジーグとは喧嘩や小突き合いを繰り返しているが、多少の恋愛感情がある模様。
ジーグが《レウスシリーズ》を纏うようになった頃、何故か《レウスシリーズ》を防御力の落ちる《レイアシリーズ》に変えている。
ガノン・ドノン(Gannon Denon)
通称ガノン。武器はランスの角槍ディアブロス。防具は上半身が《ディアブロシリーズ》で、下半身は《ハイメタシリーズ》⇒《グラビドシリーズ》と変化している。
2mを越す様な大男で、既に50代を迎えて久しい。戦闘においては真っ先に飛び込む攻撃手兼囮としての役割を担っており、全身を強靭な鎧で包んだ重装備である。
エルメリアの養父・師匠・相棒であり、長年共に狩りをしてきた。理由は不明だがエルメリアのことを『お嬢様』と呼び、少々彼女に対して過保護なところがある。エルメリアがジーグに好意を持っているのではないかと疑い、それを「勘違い」と断じる等、彼らの関係をあまり快く思ってはいない様子。
かつてはハンターだったがある貴族を助けたことをきっかけに騎士になり、その貴族の愛妾の娘が謀殺されそうになった際、その娘を連れて逃亡し、再びハンターへと戻っている。そのため現在では50万ゼニーという高額の賞金首となっている。
フラディオ・ハート(Fradio Heart)
通称フラディオ。武器はヘビィボウガンのタンクメイジ改。防具は《ゲリョスシリーズ》。
素性に不明な点が多いが、ゲリョス狂いであるという一点を除いて常識的で紳士的な好漢。パーティの中でも常に冷静さを保つ。ガンナーとしての腕も確かで、アプケロス3頭とゲネポス2頭の急所をただ1発で打ち抜く離れ業を見せたこともあり、彼と知らずにかつて接触したヴィヴィーも、その技術の高さを認めている。王都の出身である。
ゲリョスに偏執的ともいえる愛情を注ぐ変人で、ゲリョスのことを『彼女』と呼び、武器・防具共にゲリョスから採れる素材で造られるもので固めている。ゲリョスの素材特有のペトペトした感覚を直に味わうためにインナーを着ないという拘りを持っており、エルメリアのパーティ参加時には彼女の流儀に従って動き易さを重視し胴装備も着けないことで上半身裸という風体となる。ソロでゲリョスを相手に命がけの戦いを繰り広げる時が至福の時間らしく、曰く「彼女と自分だけの時間」。
「死刑執行人」とも称される《ゲリョスキャップ》は食事中ですら取ることはなく、素顔を見たものは誰も居ない。ジーグが一度見ようとした際には容赦の無い殺意を向けたらしい。
ゲリョスの専門家を探していたエルメリア達と出会って以降、何となく気に入ってパーティを組んでいたが、現在は一時的に離脱している。
フルフルを嫌っており、特に『英雄の条件』でフルフルに丸のみにされ、消化されそうになってからは一層拍車がかかった。フリーダが着用しているフルフルの装備を見る度に不快感を表している。
炎太朗(Entaro)
通称エンタ。武器は双剣のリュウノツガイ。防具は《暁丸シリーズ》。ジーグと出会った当初は《忍・陽シリーズ》を装備していた。
厳格でストイックな性格の青年。東方の出身で、天下無双の剣豪になることを夢見て、修行および双剣の魅力を広めるためにシュレイド王国へとやってきた。年齢の割に古い（ジーグ曰く「小難しい」）話し方をし、オリジナルの川柳を会話に取り入れる独特の喋り方をする。武器にも本来の名前ではない「斬鬼」と名付けている。シュレイド王国の人間には彼の本名が発音しづらいため、略称としてエンタと呼ばれている。
自分のパーティを持ちたいと願ったジーグの面接試験に訪れ、一番初めに決まったハンター。片目を閉じているが隻眼ではなく、修行と鬼人化の溜めを兼ねて行っているだけである。
ファミ通WaveDVDで連載されていた『ハンター日誌G』にも登場しているが、こちらの方は少々軽い性格で描かれている。そのときの使用武器はサイクロン、封龍剣【超絶一門】。
ブラス・ラーグン(Brass Lagoon)
通称ブラス。ハンターズギルドに登録したばかりの新米ハンター。
非常に気弱でオドオドした様子の少年。炎太郎がパーティの一員となった直後にジーグの元に訪れた。自分が臆病者ではないことを証明するためにハンターになったが、イマイチ自分の行動に自信が持てないままである。当初は片手剣を使用していたが後に双剣に興味を持って炎太郎に弟子入りし、武器も双剣に転向している。
調合が得意でアイテム使用をメインとした狩りをする。必要も無いのに縁担ぎのために調合書を持ち歩く癖があり、ジーグや師匠となった炎太郎から度々注意されるも止めようとしない程の調合好きである。
『魂を継ぐ者』にも出演。キオに弟子入りし、フルフルを狩猟する場面が描かれた。
ヴィヴィアン・シャロン(Vivienne Sharon)
通称ヴィヴィー。武器はライトボウガンのダークフリルパラソル。防具は《プライベートシリーズ》。
冷静沈着で寡黙な女性。正確無比な射撃の腕前を持つ。パーティのリーダーに対しての絶対服従を信条としている。メイドよろしくリーダーをご主人様と呼んで世話を焼くが、これはただの趣味だという。
『英雄の条件』では酒場の店員として登場しただけ（武器が修理中だったため）だったが、『長の資格』では、ジーグのパーティに参加するハンターの一人として登場した。ジーグのパーティが解散した後、別の仕事が入ったというフラディオと入れ替わる形でエルメリアのパーティに参入し、以降行動を共にする。
かつてクエスト遂行中にドスガレオスに殺されそうになった所をあるガンナーに助けられている。しかし自らのターゲットを他人に討伐された上、そのハンターが貴重なドスガレオスの素材を前にして「『彼女』の足元にも及ばない」と切って捨てたことで、ハンターとしての誇りを深く傷つけられており、以後そのハンターのことを『変態』と呼んで憎んでいる。そのハンターはフラディオなのだが現在も彼女はそれに気づいておらず、フラディオ側が気づいているかも不明。
フリーダ・エスグランド(Freda Esgrand)
通称フリーダ。武器は片手剣のマスターブレイド。防具は《フルフルシリーズ》。
容姿端麗な少女だが、全身に無数の傷痕を持ち隻眼となっている。王都にまでその名の届く凄腕のハンターで、『ココットの英雄』=ココット村々長から片手剣を受けついだ新たな英雄。無口で表情の変化に乏しく、幼い頃は「しかめ面フリーダ」と呼ばれていた。ジーグより2歳年上。
かつては裕福な商人の娘であり、度々ココット村を訪れていてジーグと面識があった。しかし砂漠を横断中にドスガレオスとガレオスの群れに襲われて両親を亡くし、自らも片目を失った。その時助けてくれたハンターに「生きる希望」を見出し、自らも人々に「希望」を与える英雄を目指してハンターとなる。
主に積み荷の護衛を請け負っており、誰であろうとも絶対に見捨てない姿勢から商人達に絶大な人気を誇っている。しかしその姿勢は「余計な人間に蛮勇を振るわせるだけで、多人数での狩りにはむしろ危険なものである」という指摘をエルメリアに受けており、それ以来1人だけで狩りを続けている。
フラディオと似た思想を持っており、フルフルを『彼』と呼んで一種の愛情を抱いている。フルフルを毛嫌いするフラディオはそれを快く思っておらず、ゲリョスを好かないフリーダも同様の態度をとっている。
ベッキー(Becky)
ミナガルデのハンターズギルドのスタッフ兼受付担当。エルメリアすら上回る怪力を持っていたり、ギルドマスターと意味深な会話をしている様子からギルドナイツであることがわかる。
使用武器はハンマーのおやすみベア。作中では酔っぱらったハンター達を鎮めるために使用されている。

#### その他
ナルミ・ウィンバリー
「狩りの掟」にて登場。皇族の娘で第三位王位継承権を持つ。また飛竜を始めとするモンスターたちの保護を主張する団体《ラブ・ワイバーン》の顔役でもある。ハンター達の狩場へ行って飛竜の保護を主張するなど活発な性格である。
ミリオン・ブランダール
「狩りの掟」にて登場。第十五位王位継承権を持つエルブレンフォート家に仕える騎士。ガノンの過去を知っている人物。
赤鳥の翼
イャンクックのみを狩る4人組のハンター達の通称。全員が全身をイャンクック装備で統一している。
飛竜の中でも弱い部類に入るイャンクックのみを狩るということで若手ハンター達は彼らを侮っているが、実際はラオシャンロンを撃退することも可能な強者であり、多くの屈強なモンスターを狩った上で敢えてイャンクックを選んだという事実がガノンから語られている。イャンクックを狩る技術においては右に出る者がいないチームで、ガノンは彼らを「職人」と評して敬意を払っている。

### 既刊一覧
- 『モンスターハンター 狩りの掟』2004年6月19日発行、ISBN 4-7577-1874-8
- 『モンスターハンター 英雄の条件』2004年9月18日発行、ISBN 4-7577-2004-1
- 『モンスターハンター 長の資格』2005年6月20日発行、ISBN 4-7577-2320-2
- 『モンスターハンター 狩りの追憶』2006年3月30日発行、ISBN 4-7577-2666-X

## 氷上慧一版
著者氷上慧一、「魂を継ぐ者」のイラストは廣岡政樹、「疾風の翼」～「閃光の狩人」・「生命の大地」のイラストは布施龍太、「EPISODE novel」のイラストは布施龍太と山本晋、「灼熱の刃」のイラストは貞松龍壱。

### あらすじ

#### 魂を継ぐ者
亡き父の背中を追ってハンターを志す少年キオ。ジャンボ村にやってきたキオは張り切って狩りに向かうも、結果はドスファンゴ相手に連敗と惨憺たるものだった。見かねたジャンボ村の村長の提案で熟練のガンナー・クルトアイズに弟子入りすることになったキオは、反発しつつもクルトアイズの指導の下、着実にハンターとしての知識と技術を身に付けていく。しかし順調に上がっていく腕前とは裏腹にキオの心には拭い難い苦悩が秘められていた。

#### 疾風の翼
ポッケ村出身のテアンは親友のアイルー・コジローをオトモにドンドルマでハンターを営んでいた。時折失敗しつつもコジローと共に幾つもの狩猟をこなし、これからもずっと二人でやっていけると信じて疑わないテアン。ある日、腕利きの女性剣士マディリアの狩りに同行する機会を得る。コジロー以外と組んでの初めての狩りに不安と期待で胸を膨らませるテアンだったが、これが全員の未来を大きく変えていく運命の出会いになるとはまだ気付く由もなかった。

#### 閃光の狩人
唐突に参加していたパーティの解散を宣告された大剣使いの少年ライガ。途方に暮れるライガだったが、知り合った謎のじいさんの提案に乗って最近ドンドルマと交流が始まったという新たな土地・ロックラックへ向かうことを決意する。同じくドンドルマからロックラックに向かうガンナーのケレス、ロックラックで出会った変わり者の少女トルチェをパーティに加え、ライガの新たなハンター生活が幕を開けるのだった。

#### EPISODE novel
「モンスターハンター エピソード」の小説版。
novel.1
世界のどこかに眠るという『伝説』を追い求めるガイユ、コジャ、ボルソンの3人はより広い世界へ飛び出すことを夢見てハンターとして日々腕を磨いていた。偶然狩りに同行することになったガンナーの少女・ミュジィの腕前に惚れ込んだガイユは彼女を最後のパーティメンバーに迎えようと勧誘する。しかしミュジィの態度は取り付く島もないものだった。そんな中、ガイユ達にとうとう『緊急依頼』が舞い込んできた。
novel.2
ジャンボ村を訪れた双剣使いの少女・ネェレ。最愛の姉を失った彼女を元気付けようとするエーデリカだったが、ネェレの心の傷は想像以上に深いものだった。同じくジャンボ村に滞在する太刀使いの青年・シドウの過去を知ったネェレは、大切な相手を奪ったモンスターへの復讐を胸に秘めた彼に自分を重ね合わせてしまう。そんなネェレの様子を見たエーデリカは一計を案じ、3人で狩りに出ることにした。
novel.3
幼い頃からの付き合いである狩猟笛使いの青年・イオンと太刀使いの少女・カリンは互いを相棒とするハンターである。しかし現在二人は喧嘩の真っ最中だった。一歩も譲らない口論の結果、別行動を取ることになってしまう二人。その後イオンは王立書士隊員のホレイと、カリンはギルドナイトのクルトアイズと出会い、それぞれ狩りに出てしまうのだった。
novel.4
かつて名を馳せた凄腕の太刀使いアルゼン。紆余曲折を経て小さな寒村に腰を落ち着けた彼は、村で受付嬢見習いをしている少女・セラの付き添いで火山近くの村を訪れる。そこで二人が出会ったのは有能な受付嬢・サリュエと英雄に憧れる若きハンター・レギの姉弟だった。セラの修行期間中、レギと狩りに出ることになったアルゼンは彼の意気込みの真意を聞くことになる。
novel.5
砂漠の街に『祭り』の季節がやってくる。『災厄と豊穣の象徴』峯山龍ジエン・モーランが接近してきているのだ。これに合わせてロックラックには各地から多数のハンターが駆け付けて来ていた。その背から取れる希少な鉱石を狙う者、腕試しとしてこれに挑む者、己の探究心を満たさんとする者、それぞれの想いを胸に秘めた11人のハンター達のエピソードがここに綴られる。

#### 灼熱の刃
荒縄に縛られた一人の少年がメゼポルタ広場に降り立った。少年の名はディノ。かつて村の窮地を救ったハンター・シャムロックに憧れて自身もハンターとなったディノは、シャムロックと交わした「メゼポルタで彼の作る猟団に加わる」という約束のため、メゼポルタに向かうパローネ＝キャラバンの気球に密航したのだった。猟団≪昊天の盾≫の団長オルセリカの取り成しで事無きを得たディノだったが、その場で彼が知らされたのはシャムロックと彼の猟団≪灼熱の刃≫が既にこの街から姿を消し、「臆病者」、「卑怯者」と呼ばれているという現実だった。

#### 生命の大地に
新大陸古龍調査団の第五期調査団に補欠とはいえ合格したセアック。海を渡り、調査団の拠点アステラで生活を始める。

### 登場人物

#### 魂を継ぐ者
キオ
ジャンボ村にやってきた少年ハンター。武器は亡き父の形見である双剣のガノカットラス改を使用していたが、クルトアイズに弟子入りした際に片手剣に転向。後に必要に迫られてガノカットラス改を手にしたことをきっかけに再び双剣を使い始める。
ハンターとして名を馳せた父の姿を追って自身もハンターを目指すも失敗を繰り返し、ジャンボ村の村長の勧めでクルトアイズの下でハンターとしての経験と知識を学ぶ。
青年となってからは主にロッシィやエーデリカとパーティを組んで困難な狩猟を幾つも乗り越え、ジャンボ村の英雄としてハンターならば知らぬ者が居ない凄腕ハンターへと成長する。天性のすばしっこさと優れた状況判断能力を持ち、パーティのリーダーとしてその手腕を振るう。
ミモリを弟子にした際にポッケ村に拠点を移すことを決意。出発前に見送りに来たノーラに村人全員の前でプロポーズすることとなり、そのまま結婚した。ポッケ村で息子のサイル、そして後にジャンボ村に戻ってからもう一人、娘を授かる。
『疾風の翼』ではテアン・マディリアと共にウカムルバス撃退に同行。S・ソルZシリーズにコウリュウノツガイという飛竜装備としては最高峰の武具を有している。
クルトアイズ
「隻腕」の異名を持つ熟練ハンターであり、キオの師匠となる人物。少々皮肉屋でもある。ヘビィボウガンを使うガンナーで、イャンクックの素材を使った装備を好むが相手に合わせて装備を切り替える柔軟さも持っている。
始めはキオの弟子入りには乗り気ではなかったが、キオの抱える苦悩を理解したことで徐々に本格的な師弟関係になっていく。
かつては双剣使いだったが、怪我によりヘビィボウガンに転向した過去を持つ。キオをかばって再び負傷し、療養のためジャンボ村を離れる。その後リハビリ中にハンターギルドの目に留まりギルドナイトとなった。
ジャンボ村を離れてからはドンドルマを拠点にしていたらしく、ナゼル、マディリア兄妹ともこの時知り合い、共に狩猟に出かけていた。
シェンガオレン迎撃戦にてキオらと再会。総指揮を執っていた。
『蒼天の証』でセルエに会っており、セルエの悩みを解決する後押しをした。
ロッシィ
大柄の大剣使いの青年。元は流れのハンターだったが、ジャンボ村を訪れた際にキオを「生涯のライバル」と見定めて村に留まる。キオとは初めは競い合うだけの仲であったが、多くの狩りを共に乗り越えることで互いに強い信頼を置くようになり、親友と呼べる関係になっていく。無類の女性好きで出会った女性にはすかさず声をかけるが、その暑苦しい性格から未だに成功した話は聞かない。
キオがポッケ村へ移住した後はたまに一人で大陸のあちこちへ狩りに出かけ、その名を轟かせるようになる。『疾風の翼』ではドンドルマでテアン達と共にテオ・テスカトル迎撃戦に加わった。
エーデリカ
レイアシリーズを装備する弓使いの女性ハンター。キオやテアンに「こんな可憐なハンターは見た事が無い」と言わせる美貌の女性。その腕前は動き回るモンスターの眼を射抜くほどの正確さ。ジャンボ村を訪れる前はとある猟団に所属しておりレイアシリーズも旅立つ前に猟団員に協力して貰い揃えた。
キオを「キオ様」と呼び絶対の信頼を持っているが恋愛感情は無い模様。ロッシィからは「ハニー」と呼ばれアプローチをかけられているがやんわりと受け流し、時には暴走しかけたロッシィを一撃で昏倒させ何事も無かったかのように微笑むなど、顔に似合わず怖い一面も持つ。キオがポッケ村に旅立ちパーティが一時解散になった後は、ジャンボ村で教官となり新人ハンターの育成に力を注いでいる。
『灼熱の刃』のエアリアは娘で、猟団「昊天の盾」の団長を務めるオルセリカは妹である。
ミモリ
ポッケ村からやってきたキオの弟子入り希望の少女。武器はハンターである父親と同じランスを使う。大怪我を負ってしまったポッケ村唯一のハンターである父に代わって自分がモンスターの脅威から村を守ると決めたが、父親から「リオレウスが狩れるようになったら」と言われキオの名声を頼って単身ジャンボ村へやってくる。雪国育ちであり鍛えられた足腰を持つためランスの才能はあるが未熟なために時節周りが見えなくなることも。キオと共にリオレウスを討った後はポッケ村に戻り村付きのハンターとして生活している。後に自分の意志でガンランスへと転向し、G級の凄腕ハンターへと成長する。
『疾風の翼』のテアンとは幼馴染であり、子供の頃には共にハンターとなった際は一緒に狩猟に向かおうと約束をしていた。
村長
何も無かった土地にジャンボ村を築き上げた竜人族の男性。長い耳と大きな鼻が特徴で、なぜかいつも背中に大きな壷を背負っている。危なっかしいキオ少年を見かねクルトアイズに教育係を依頼する。村の発展と平和を大事にし、時には自ら行商にドンドルマまで足を運ぶ。
親方
ジャンボ村の港で造船所を営む豪快な男性。昔はハンターであったらしいがあるモンスターに大怪我を負わされ現在は造船所の親方として生活している。ジャンボ村にやってきたキオと初めて出会った人物であり、当時少年だったキオを片手で頭を掴んで持ち上げた。
ばあちゃん
ジャンボ村で鍛冶工房を営む小柄な老婆。しかしその実は人間では扱えないと言われた竜人族の鍛冶技術を習得した鍛冶職人であり、本人よりも大きな鎚を振るい武具を鍛えている。
じいさん
ハンマーのテッケンにレザーSシリーズという非常に趣味性の強い装備に身を包んだ老人。
『謎のじいさん』を自称する一見とぼけた性格に見えるが、実際はかなりの資産家で発展途上の村や各地のハンター達の支援を積極的に行っている奇特な人物。以降のシリーズにも度々登場し、各巻の主人公たちを強力にバックアップしてくれる心強い存在である。
若い頃はハンターをやっていたらしく、さすがに年によりハンマーの腕前を見ることは出来なくなったが、今でも培った知識や経験を垣間見せることがある。
ノーラ
ジャンボ村を訪れた逗留客の少女。ジャンボ村に滞在している間はキオの家に間借りしていたことを切っ掛けにキオと知り合う。
その後はマンテの街に移住しており、キオ達が街を訪れた際に偶然再会。以降は文通を重ね（キオは手紙が苦手であまり返信できなかったが）、キオがジャンボ村を旅立つのを見送りに来た際に周囲の後押しを受けてキオがプロポーズし、それを受け入れキオの妻となって共にポッケ村に移住。キオとの間に一男一女を儲ける。
『魂を継ぐもの』では彼女の姿が描かれたイラストが無く外見は長らく不明だったが、『疾風の翼』5巻の巻頭漫画で1コマだけ登場した。

#### 疾風の翼
テアン
フラヒヤ山脈（雪山）のポッケ村出身のライトボウガン使い。18歳。
腕前的には中堅クラスだが報酬を実家への仕送り（怪我をした父親の薬代と弟と妹の生活費）に当てているため満足のいく装備を揃えられないでいる。オトモアイルーのコジローとは長年の相棒であり、前衛としてはあまり役に立たないコジローに振り回されながらも共に成功も失敗も分かち合っていた。
ヒプノック狩りの依頼をしようと訪れた酒場でマディリアとなし崩し的に一緒に狩りに行くことになる。中盤までマディリアを「さん」付けで呼んでいたが、彼女からの頼みで呼び捨てにするようになった。それと同時にマディリアと共に新たな「疾風の翼」の異名を持つコンビとして知られていくようになる。
観察力が鋭く、たびたびモンスター攻略の突破口を見出すこともある。
ミモリとは幼馴染でポッケ村に帰郷した際に再会した。後に『蒼天の証』にてマディリアと共に、シュレイド地方からかなり離れたユクモ村に訪れている。
コジロー
テアンが子供の頃に拾ったアイルーで、テアンの親友。毛並みは焦げ茶と白。
当初はオトモアイルーとしてどんぐりメイルを装備し前衛を任されていたが、平和主義な性格故にいつもモンスターから逃げ回ってばかりいた。
後にキッチンアイルーへと転職。不器用らしく作り始めて間もない「新作」料理はかなり不味いのでテアンやホルトから恐れられているが、練習を重ねればある程度まともな味の料理も作れる。また食材を素材ボックスからくすねるなど色々な悪戯をしてテアンを困らせることもあるが、基本的にはテアン想いである。
マディリア
凄腕の女性ハンターで太刀使い。キリンテールの銀髪、蒼眼の美人。24歳。
かつては双子の兄ナゼルとの息の合った連携から「疾風の翼」と呼ばれていたが、ナゼルが行方不明になって以降は他のハンターとは組もうとはせずいつも一人で狩りに出かけている。それ故「片翼のマディリア」と呼ばれているが本人はあまり好ましく思っていない。
ホルトに「男らしい」といわれるほどの凛々しい女性だが猛烈に朝に弱く、普段の立ち振る舞いからは考えられないほどのだらけた様子を見せる。
本来は直感や見切りでモンスターと渡り合う天才肌タイプだったが、ナゼルがいなくなってからは事前の調査や準備も重視するようになった。
テアンにナゼルと似た雰囲気を感じ取っている。
ホルト
ドンドルマの街にやってきたハンマー使い。
金持ちの息子で狩りにはいつも親が雇ったハンター達が同行していたことに不満を感じ、自分の実力を確かめるためにナルガクルガを狩猟しようと謎の爺さんと共にドンドルマにやってくる。
少々口が悪く、顔合わせの際にテアンの装備を見て「これで大丈夫なのか？」とストレートに言ったりもするが、後に信頼し合う仲間となる。ハンターは初対面の相手の場合、装備から実力を推測する習慣がある。テアンは資金不足で実力相応の装備を用意出来ていないため、装備で判断するとかなり格下に見えていた。
典型的な「気合いで勝負する」タイプで、似たタイプのロッシィとは出会ってすぐに意気投合している。
姐さん
古龍観測所に所属する竜人族の穏やかな性格の女性。酒場によく足を運ぶ有名人であり、皆から「姐さん」と呼ばれている。マディリアにテアンとの同行を勧めた張本人であり、『魂を継ぐ者』でも彼女らしい人物が砂漠にクシャルダオラがいることをキオに警告しているなど、謎の多い人物でもある。
ナゼル
マディリアの双子の兄の太刀使い。
マディリアと並ぶ凄腕ハンターであるが、天才肌のマディリアと異なり準備を万全にして狩猟に臨むタイプ。妹に実力で追いつかなくなることを危惧してギルドナイトとなったが、ある調査任務に行ったきり消息不明になっている。
ルディック
「疾風の翼に会って自分の師匠とどちらが上か比べる」という目的を果たすため、故郷の村からドンドルマにやってきたレザーライトシリーズを着た少年。武器は太刀の鉄刀を背負っている。
マディン
ルディックの師匠。5巻巻末の漫画にルディックを連れて登場している。
ルディックの村の近くで重症で倒れているのを拾われたが、記憶喪失になっていた。名前は「マディ……」とうなされていたのを村長が名前だろうと言ったため。

#### 閃光の狩人
ライガ
ドンドルマに住む大剣使い。16歳。
細かいことは気にしない熱血漢で、興味を惹かれたものにはすぐさま飛びついていく猪突猛進タイプ。
ドンドルマを拠点にパーティを組んで活動していたが、ライガ以外のメンバー達それぞれの事情で突然パーティ解散を宣言されてしまう。たった一人で放り出され、一時はハンターを辞めることを考えねばならない程の窮地に陥ったが、偶然出会った謎のじいさんの助力を受けてロックラックに行くことになる。
狩猟を通して自分の感覚をモンスターの動きに少しずつ同調させることで、相手の動きを直感的に見切っていく類稀な才能の持ち主。また極限状態に陥ると異常なまでの集中力を発揮する。
ケレス
ライガと一緒にロックラックに行くことになったヘビィボウガン使い。17歳。
慎重で几帳面な性格をしており、出会って間もない頃は楽天家のライガやマイペースなトルチェを快く思っていなかったが、狩りを通して互いの力量を認め合ったことで強い信頼で結ばれるようになる。
凶暴なモンスターが現われたことで幼いころ住んでいた村を棄てざるをえなかった過去を持ち、小さな村やそこに住む人々の力になりたいという想いが強い。
ロックラックに到着して間もない頃、ライガに「（細かいことを気にしてばかりいると）将来禿げるぞ」と言われて以降、何故かその場に居合わせていなかった人達にまで度々髪の毛をネタにからかわれるようになる。本人も気にしているらしく、色々手を尽くしたおかげか本編中では禿げる様子は無い。
トルチェ
ロックラックに住んでいる片手剣使い。18歳。
将来は古龍観測所の学者になることを目指しており、その勉強の一環としてハンターをしているという変わり者の少女。学者志望だけに幅広い知識の持ち主で、モンスターの生態やアイテムの効果に詳しい。また手先が器用で閃光玉や罠類の使用にも長ける。
人柄は極めて穏やか、かつのんびりとしており、そのスローペースっぷりはかなり早口になってようやく普通の人と同じ話す速さになるほど。また小柄な体格に見合わぬ大食いでもある。
その鈍そうな第一印象から誰も組んで狩猟に出てくれず困っていた所を、同行してくれる地元のハンターを探していたライガ達と出会い、彼らのパーティに加わる。当初はライガからすら侮られていたが各所で目覚ましい働きを見せたことで二人から認められていく。
『蒼天の証』にも出演。トゥークのモンスター図鑑に興味を持ってユクモ村を訪れる。ちなみにこの時点で若く見積もっても30代に突入している筈だが、トゥークからは年齢不詳扱いされていた。
ベクセル
「魔犬」の異名を持つ凄腕の太刀使い。
あらゆる狩場を踏破し、あらゆるモンスターを狩猟したとして多くのハンター達の尊敬を集めている実力者。ドンドルマ地方とロックラック地方を行き来し、両地域の装備を併せ持つ数少ないハンター。
ある情報を求めて放浪しており、それを持つ人物の依頼を最優先で受ける。反面それらを持たない者には見向きもしないなど、他人を突き放すような態度を取る。
以前ライガの村で居着きのハンターとして雇われており、彼とは因縁を持つ。
最終巻の冒頭ではかつて共に狩りをしていた相棒との回想シーンがあり、その出来事が彼がある情報を求める発端となった。

#### EPISODE novel
ガイユ
novel.1に登場。
故郷の村に伝わる『伝説』を確かめることを目的としている青年。装備はスラッシュアックスのボーンアックスとハンターシリーズ。
浪漫に拘る一面と何事も柔軟に受け入れる懐の深さを併せ持つ。パーティーのリーダー格。
ひょんなことから狩りに同行することになったミュジィに仲間としての運命を感じ、積極的に勧誘する。
コジャ
novel.1に登場。
ガイユと同じ村出身の幼馴染。装備は片手剣のボーンククリ改とジャギィシリーズ。
真面目ではないが、自分勝手になれるほど悪人でもない。明らかに腕力で劣るミュジィに腕相撲勝負を仕掛ける姑息な面もあり、ミュジィからは度々「人としてドチビ」と呼ばれる。
ガイユよりやや現実的な考え方をしているものの、不確かな『夢』を信じて追い求める情熱は非常に強い。また仲間の危機には躊躇無く庇いに入るなど仲間想いでもある。
ボルソン
novel.1に登場。
ガイユのパーティに加わっているハンマー使い。装備はウォーハンマーとリノプロシリーズ。
穏やかな性格で、中心となってパーティを率いるよりも他者の援護をすることを好む、縁の下の力持ち的存在。
ミュジィ
novel.1に登場。
冷静で無愛想なボウガン使いの少女。装備はジャギットファイアとレザーシリーズ。
若いながらも優れた才能の持ち主だが、完璧主義で思ったことを容赦無く口にする性格ゆえにトラブルを招き易い。
パーティ参入の誘いも多いが、それら全てを断って単独で狩りを行っている。
シドウ
novel.2に登場。
「蒼空のサムライ」の異名を持つ太刀使いの青年。武器は黒刀【参之型】。防具は常にリオソウルUシリーズを身に着けており、異名の由来にもなっている。
過去の狩猟で遭遇したディアブロス亜種によって当時の仲間を悉く失っており、現在は仇のディアブロス亜種を捜し求めて各地を旅している。
孤高に振舞っているが、ジャンボ村の村長やエーデリカといった強かな相手にはいつの間にか主導権を握られてしまっている。
ネェレ
novel.2に登場。
双剣使いの少女。19歳。装備はホーリーセイバーとギザミSシリーズ。
ずっとコンビを組んでいた姉を亡くしており、それが喧嘩による別行動中の出来事だったため姉の死に責任を感じている。
「姉のためにこれからどうすればよいか」という苦悩の答えを同じ親しい相手を失った経験を持つシドウに求める。
イオン
novel.3に登場。
狩猟笛使いの青年。装備はフルフルフルートとフルフルSシリーズ。
幼い頃から面倒を見てきたカリンとコンビを組んでいる。実直で頭が硬いところもあるが、文句を言いつつカリンのパートナーを続けている。また攻撃力の点ではより強力なハンマーを使わずに狩猟笛に拘るのは、いつも突貫しがちなカリンの援護をするためである。
カリン
nonel.3に登場。
太刀使いの少女。装備はモノブロスサイス改とヒプノSシリーズ。
幼馴染で相棒のイオンとは正反対な天然な性格の持ち主で、身のこなしは動物的である。喜怒哀楽がはっきりとしているため、付き合いが長くなると何を考えているのかが分かるようになる。「料理の下手なアイルーさん」から聞いた、疾風の翼の女剣士がインナーだけで狩猟に出て無傷で帰ってきたという噂を真に受け、「傷ないハンター」を目指すようになる。
ホレイ
novel.3に登場。
片手剣使いの関西弁を喋る青年。装備はフェザーナイフとオウビートSシリーズ。
王立書士隊に所属するハンターで、絵を描くことを生きがいにしている。狩場にもスケッチブックを持ち込み、モンスターの絵を描き始め、一度没頭すると隣に相方がいることすら忘れてしまうほどの集中力を発揮する。
また、幼少期に『伝説』を探し求めていたガイユ一行と出会っており、彼らからハンターとしての影響を受けている。
アルゼン
novel.4およびnovel.5に登場。
その外見や立ち振る舞いから「銀狼」の異名を持つ太刀使いの壮年ハンター。武器はnovel.4では南蛮太刀【鮫斬】剛（＋挿絵のみでヘルフレイムダンサー）、nobel.5では神雷斬破刀攻を使用。防具は一貫してベリオGシリーズを愛用している。
高い知名度とそれに見合う実力を持つベテランだが、狩猟に没頭している間に妻と娘を亡くした過去からそれらに虚しさを感じており、ハンターを廃業しようとしていたこともある。最後のつもりで受けたセラの村での狩猟の中で立ち直り、以降は彼女の村に村付きのハンターとして留まっている。
狩猟の際にはいついかなる時に大型モンスターと遭遇してもいいように、閃光玉やシビレ罠などをかさばらない程度に持ち歩いている。
セラ
novel.4に登場。
凍土の近くにある小さな寒村でハンターズギルドの受付嬢見習いをしている少女。
幼い頃に父を亡くした上に母も街へ出稼ぎに行っており、村付きハンターとなったアルゼンを実の父のように慕っている。
今回は受付嬢の修行のため、アルゼンと共に別の村へ向かうことに。
サリュエ
novel.4に登場。
セラが修行に赴いた火山近くの村で受付嬢を勤めている。気風のいい姉御肌な女性。レギの姉。
受付嬢としての仕事を完璧にこなす上にハンターの扱う武具にも精通しており、さらに有事の際には近隣の街や村からハンターを呼び集めることができる人脈をも持つ有能な人物で、街の住人からの人気も高い。
レギの狩猟に口煩く忠告するが、それはいつも無茶しがちな弟を心配しているからである。
レギ
novel.4に登場。
スラッシュアックス使いの青年。装備はソルブレイカー剛とペッコGシリーズ。
サリュエの弟で、同村の村付きハンター。何かと完璧な姉と比較され、周囲からの評価はあまり高くない。皆から頼りにされるべく英雄と呼ばれるようなハンターになると意気込んでおり、異名持ちのハンターであるアルゼンに憧れの目を向ける。
ここ一番というときに油断してしまうことが多いが、それを補う粘りとタフさを持っている。
両親が揃って行商に出ており、ずっと姉を親代わりに育ってきたため、サリュエには全く頭が上がらない。
カレム
novel.5に登場。
大剣使いの青年。装備はクロームレイザーとハンターGシリーズ。
若いながらも上位ハンターとなる程の才能の持ち主。だがそれ故に他者を見下すような態度を取り、大抵はぶっきらぼうな返事しかしない。ハイギスの甥。
ハイギス
novel.5に登場。
ハンマー使いの壮年ハンター。装備はパルセイト・コアとラギアGシリーズ。
ロックラックを拠点としていたが、年齢を理由に故郷へと移り住んだ。カレムの叔父で、彼を気に掛けている。
アディ
novel.5に登場。
スラッシュアックス使いの青年。装備はソルブレイカー天とレイアGシリーズ。
バノンとは双子の兄弟で、青い右目と黄色の左目を持つ。技巧派を主張し、バノンとの口論は絶えることは無いが、狩場では双子故の息の合った連携を見せることもある。
バノン
novel.5に登場。
スラッシュアックス使いの青年。装備はソルブレイカー剛とレウスGシリーズ。
アディとは双子の兄弟で、青い左目と黄色の右目を持つ。攻勢派を主張し、アディとの口論は絶えることは無いが、狩場では双子故の息の合った連携を見せることもある。
レギア
novel.5に登場。
大剣使いの女性。装備はブラッシュデイムとレウスSシリーズ。
ドスト三兄弟の長女。並みの男よりも男らしい体躯と性格の持ち主。欲望に正直で実弟のダギとノイルを振り回しているが、同時に大切にも思っている。
ダギ
novel.5に登場。
ヘビィボウガン使いの青年。装備はガレオンスフィアとモノデビルUシリーズ。
レギアの弟でノイルの兄。常識人ではあるが、大抵は姉の勢いに呑み込まれ、呆れながらも彼女をサポートする。それ故か、長身であるがやや猫背気味である。
ノイル
novel.5に登場。
片手剣使いの青年。装備はハイフロストエッジとフルフルSシリーズ。
ドスト三兄弟の末っ子。破天荒な姉と常識人な兄のやりとりを見て育ったせいか、若い割りにどこか達観した雰囲気を持っている。レギアの性格をほぼ完全に諦めており、彼女のサポートに撤している。
ジル
novel.5に登場。
双剣使いの女性。装備はアイシクルダガーとナルガSシリーズ。
相棒のフィジカと共に各地を巡っている。その目的はハンターとしての腕を磨くことだけではなく、世界を見て回って未知への探究心を満たすためである。
フィジカ
novel.5に登場。
大剣使いの女性。装備は蛇剣【黄金牙】とキリンSシリーズ。
おっとりとした性格。ハンターとして経験が浅かった頃は狩猟続行が不可能に成る程モンスターを怖がっていたが、ある狩猟をきっかけに少しずつ変わっていった。現在はジルの相棒として、己の探究心を満たすためにも世界各地を旅している。
トリア
novel.5に登場。
太刀使いの少女。装備は鬼神斬破刀とレイアSシリーズ。
ガガンとリリィを心の師と仰ぐ。当初ガガンにハンターとして認めてもらえなかったが、あるモンスターと対峙した時にハンターとして生きていくことの厳しさを知り、また彼の気持ちに触れ、二人から多くを学ぼうと決心した。
ガガン
novel.5に登場。
ランス使いの老ハンター。装備は封龍槍【刹那】と暁丸・覇。
無愛想で必要最低限のことしか語らない。年老いてはいるが未だその腕は衰えることなく、主に自分の村に来た依頼をリリィと共にこなしている。
リリィ
novel.5に登場。
ランス使いの老ハンター。装備は撃竜槍【吽】と凛・覇。
温和な性格でいつも笑みを湛えているが、ガガンと同様に余計なことは喋らない。時折冷静さを失うトリアを気に掛け、穏やかにそして冷静に忠告してくれる。

#### 灼熱の刃
ディノ
メゼポルタを訪れた少年。19歳。装備は双剣のツインフレイムとレウスシリーズを使用していたが、メゼポルタ来訪後程無くオルセリカの提案に従って当地の装備であるエピドシスファングとホープシリーズに切り替える。
興味を惹かれたら即座に跳び付き、誰とでもすぐに打ち解ける良くも悪くも能天気な人物だが、同時にハンター稼業への誇りと困難な状況でも決して諦めない意志を強く持っている。
7歳の時に村をシャムロックに救われたことでハンターを目指すことを決意。シャムロックと親交を深め、≪灼熱の刃≫という猟団名を彼に贈り、将来入団する約束を交わした。≪灼熱の刃≫の風評を知って以降はその真相を気にしつつもメゼポルタが狩人祭に突入したことで情報収集が困難になると判断し、自身の興味と研鑽も兼ねて一時的に≪昊天の盾≫に加わり、狩人祭に参加する。
エアリア
オルセリカの姪で、『魂を継ぐ者』から登場しているエーデリカを母親に持つ少女。初登場時の装備は太刀のイニティソードとエクエスシリーズ。
性格は生真面目で物言いに容赦は無いが面倒見は良い。また≪昊天の盾≫やメゼポルタを深く愛し、誇りに想っている。しかし褒められると簡単に赤面して照れる「チョロい」一面も持つ。
オルセリカの指示でディノの案内役を務めることになる。オルセリカを強く慕っており、最初は彼女を「おばちゃん」と呼んだディノを敵視していたが、行動を共にする中で彼の真摯な面を知り、認識を改めていく。
リコ
狩りの同行者を求めてディノとエアリアに声をかけてきたガンナーの少年。初登場時の装備はライトボウガンのナナ＝ボルテッソとアビオシリーズ。
女の子と見紛う程に愛らしい容姿をした美少年であり、性格も控えめで丁寧。しかし彼とパーティーを組んだハンターは口を揃えて「二度と一緒に狩りに行きたくない」と言うらしい。この噂に興味を覚えたディノは逆に同行を決めた。
オルセリカ
メゼポルタで1、2を争う猟団≪昊天の盾≫の団長を務める女性。前述のエーデリカの妹。初登場時の装備は太刀の清輝雷華刀と白虎・刀神GFシリーズ。
≪昊天の盾≫は規律を重んじる理性的な猟団であり、その団長たる彼女も団の理念を体現した超然とした雰囲気の持ち主で、団員は勿論外部のハンターからも絶大な信頼を寄せられている。
ディノの捕縛された現場に居合わせた際に彼の身柄を預かっただけでなく、猟団に勧誘したり、エアリアを案内役として付ける等、彼女を慕うエアリアですら不思議に感じる程の便宜を図る。
シャムロック
ディノが幼い頃に彼の村を救ったハンター。使用武器は片手剣で、仲間にはランス使いと大剣使い、ライトボウガン使いが確認できる。
良い意味で子供っぽさを残したまま大人になったような人物で、その内に情熱と優しさを備えている。メゼポルタで猟団を立ち上げることを目指していたが、ネーミングセンスが壊滅的で彼の考えた猟団名は仲間からドン引きされたため、ディノが猟団名を考えることになる。
ディノの人生に大きな影響を与えた憧れのハンターであり、彼の猟団に加わることが目標の一つとなっていた。ディノの村を離れた後は宣言通り猟団≪灼熱の刃≫を立ち上げ、かなりの活躍をしていたらしいが、ディノがメゼポルタに到着した時には既に猟団ごと姿を消しており、街には悪評だけが残っていた。
グイッケ
≪昊天の盾≫と並ぶ有力猟団≪猛き黒炎≫の団長。初登場時の装備はランスの真漆黒重槍グラビモスとブレシスHCシリーズ。
目的のためならば手段を選ばず、公的なルールよりも己の信念や価値観を優先するためハンターの規律に背く行為も度々行う危険人物。また自他共に甘えを許さず、自身の技量を高める努力を常に怠らない厳しい人物でもある。
彼のそういった妥協無き姿勢が生み出す圧倒的なカリスマに惹かれたハンターの集まりである≪猛き黒炎≫は暗い噂の絶えないアンタッチャブルな猟団として恐れられている。
マリフィ
≪猛き黒炎≫所属の女性ハンター。初登場時の装備はハンマーのストレガアルベとコムラドシリーズ。
女性としては長身の美人だが気が弱く、ハンマー使いでありながらスタンを取るための立ち回りができていない。
幼い頃にグイッケに助けてもらったことがあり、彼を「本当は優しい人」と信じて慕って≪猛き黒炎≫に入団した。
しかし気弱で良識的な性格故にアウトロー色の強い≪猛き黒炎≫に馴染めておらず、技量の低さもあってグイッケに役立たずとして追放されそうになったところを偶然通りかかったディノに庇われ、ディノがグイッケと「マリフィが役に立つハンターと証明する」という賭けに乗る要因となってしまう。
グリソム
ディノが猟団への勧誘時に偶然声をかけた老ハンター。初登場時の装備は御神楽GXシリーズで武器は大剣。
ディノ達より遥か格上のハンターだが気安く声をかけてきたディノにも機嫌を損ねることなく相対し、入団はしなかったもののディノに「団長として必要なものが欠けている！」と指摘し、その後も度々様子をうかがいに来てくれている。
実は旧≪灼熱の刃≫の団員で、少し前までポッケ村に滞在していたらしい。
バロ
≪昊天の盾≫所属のハンター。
間も無くハンターを引退する身であったが、ディノが新≪灼熱の刃≫を立ち上げるにあたって必要人数を満たすための人数合わせとしてオルセリカによって派遣された。このため腕前はそれなりに高い筈なのだが狩りに出るどころか、一日中インナー姿で大衆酒場で呑んだくれている。
普段の態度は飄々としているが、重要な場面ではさり気無くアドバイスを投げるベテランらしい面もある。
3巻において狩りに出ている姿が描かれ、オルセリカやグイッケと肩を並べられるG級の弓使いであることが判明した。この際の装備はメテオボウと白虎・弓鬼GXシリーズ。
イルマリス
メゼポルタからは離れた街で猟団≪白百合の園≫の団長を務める少女。ディノからの呼称は「イリス」。初登場時の装備はヘビィボウガンのアスレーゼゼクスとオディバシリーズ。
元は豪商の三人娘の末っ子であり、黙っていても裕福な将来が約束されていたが当人はそれに不満を感じており、自分の才能を活かせる生き方としてハンター稼業を見出し、反対する親を逆に論破・説得した。以降は実家の全面的協力の下でハンターとして邁進し、若くして大きな猟団の団長となるまでになった。本人の実力も団長として十分なものであり、団員達からも高い忠誠心を向けられている（ただしその乙女ちっくな団名だけは男性陣から複雑な想いを持たれているようだが…）。
プライドが高く高飛車な典型的なお嬢様的な性格の持ち主。修行時代はディノと同じハンターに師事しており、その時にあったとある出来事が切っ掛けでディノに好意を抱いているものの、その性格故に素直に言い出せずにいる。メゼポルタではディノの周囲にエアリアやマリフィといった魅力的な女性達がいることに危機感を覚えており、彼女達に攻撃的な様子を見せる。

#### 生命の大地に
セアック
18歳になったばかりの青年ハンター。黒髪黒目でやや童顔の顔立ちをしている。オトモアイルーの綿丸の雇い主。
親はなく、ハンターだった祖父に育てられる。祖父から新大陸への憧憬を聞いていて、それに触発されハンターとなり新大陸を目指した。
第五期調査団には一般組に補欠合格で入団。意気揚々と最初の依頼に大型モンスターの狩猟を選ぶが、失敗し、同じ第五期調査団のアリージアとオーギィに救援される。その失敗を反省し、アステラの日常を支える依頼ばかりを地道にこなした。
受付嬢のモカとコンビを組んでいて、対等な関係を築いている。
綿丸
セアックのオトモアイルー。丸くなって眠る姿が綿の塊に見えるような、全身が真っ白の毛皮で覆われている。名前もその姿に因んでセアックが命名した。
アイルー族の例に漏れずマタタビ好き。
モカ
セアックの受付嬢。金髪碧眼で眼鏡をかけている知的な美女。動きやすいように髪は後ろでまとめている。
推薦組・一般組ともに受付嬢としてコンビを組むための募集に出遅れてしまい、余ってしまうところだったが、余っているなら一人で放っておくのは危なそうだという理由で補欠入団のセアックとのコンビを組むのに許可が下りた。
受付嬢らしく、セアックを支える。補欠合格者の相方ということで、他のハンター達から一緒に組まないかと勧誘されることもあるが断っている。
アリージア
セアックより1つか2つ年下に見える女性ハンター。白い髪の物静かな美女。
推薦組として参加。どんな武器も一線級で使いこなせる手練。
オーギィ
20代半ばと思しき長身の青年ハンター。短く刈り揃えられた茶髪で、野性的な光を宿した赤い瞳をしている。
推薦組として参加。武器はヘヴィボウガン。アリージアを尊敬し「姐さん」と呼ぶ。
バルバン
毛むくじゃらで熊のように厳ついが、愛嬌のある顔立ちの壮年ハンター。全身を重装備の防具ハイメタシリーズで覆っている。
役職者ではないが、指導者が一堂に会する場に姿を見せても不自然に思われない立場にある。武器はスティールブレード。
集いで噂を聞いてセアックに興味を持つ。

### 既刊一覧
- 『モンスターハンター 魂を継ぐ者1』2007年5月30日発行、ISBN 978-4-7577-3422-7
- 『モンスターハンター 魂を継ぐ者2』2007年8月30日発行、ISBN 978-4-7577-3686-3
- 『モンスターハンター 魂を継ぐ者3』2007年11月30日発行、ISBN 978-4-7577-3859-1
- 『モンスターハンター 魂を継ぐ者4』2008年3月29日発行、ISBN 978-4-7577-4013-6
- 『モンスターハンター 魂を継ぐ者5』2008年6月30日発行、ISBN 978-4-7577-4231-4
- 『モンスターハンター 疾風の翼1』2008年10月10日発行、ISBN 978-4-7577-4442-4
- 『モンスターハンター 疾風の翼2』2008年12月26日発行、ISBN 978-4-0472-9870-5
- 『モンスターハンター 疾風の翼3』2009年2月28日発行、ISBN 978-4-0472-9871-2
- 『モンスターハンター 疾風の翼4』2009年5月30日発行、ISBN 978-4-0472-9872-9
- 『モンスターハンター 疾風の翼5』2009年7月30日発行、ISBN 978-4-0472-9873-6
- 『モンスターハンター 紡がれし絆』2009年9月30日発行、ISBN 978-4-0472-6024-5
- 『モンスターハンター 閃光の狩人1』2009年12月26日発行、ISBN 978-4-0472-6200-3
- 『モンスターハンター 閃光の狩人2』2010年5月29日発行、ISBN 978-4-0472-6541-7
- 『モンスターハンター 閃光の狩人3』2010年9月30日発行、ISBN 978-4-0472-6776-3
- 『モンスターハンター 閃光の狩人4』2011年1月29日発行、ISBN 978-4-0472-7034-3
- 『モンスターハンター EPISODE〜 novel.1』2010年3月29日発行、ISBN 978-4-0472-6402-1
- 『モンスターハンター EPISODE〜 novel.2』2010年7月30日発行、ISBN 978-4-0472-6658-2
- 『モンスターハンター EPISODE〜 novel.3』2010年11月29日発行、ISBN 978-4-0472-6895-1
- 『モンスターハンター EPISODE〜 novel.4』2011年4月11日発行、ISBN 978-4-0472-7137-1
- 『モンスターハンター EPISODE〜 novel.5』2011年6月10日発行、ISBN 978-4-0472-7286-6
- 『モンスターハンターフロンティアG 灼熱の刃I』2014年2月28日発行、ISBN 978-4-0472-9406-6
- 『モンスターハンターフロンティアG 灼熱の刃II』2014年3月29日発行、ISBN 978-4-0472-9527-8
- 『モンスターハンターフロンティアG 灼熱の刃III』2014年6月30日発行、ISBN 978-4-0472-9731-9
- 『モンスターハンター：ワールド 生命の大地に』2018年3月30日発売、ISBN 978-4-0473-5057-1（編集企画：ファミ通文庫編集部のKADOKAWA単行本）

## 柄本和昭版
著者柄本和昭、イラスト凱。

### あらすじ

#### 蒼天の証
ユクモ村にやってきた若きハンター・トゥークは到着早々村人たちからの熱烈な歓迎を受ける。持て囃され浮かれるトゥークだったが、徐々に村人たちが自分を凄腕ハンターだと思い込んでいることに気付く。さらに駆け出しハンター・ティカルまでが弟子入りを志願してきた。実態はドスファンゴを狩るのがやっとのトゥークは覚えのない誤解に困惑しつつも皆の期待を裏切らないよう奮闘していくのだった。

#### 暁の誓い
渓流で遭遇したアオアシラに力及ばず敗走したマトイ村の駆け出しハンター・カイトと相棒のシオンは、兄貴分でもある腕利きのハンター・イシュムと共にリベンジを果たし、さらに自分の猟団を作るという彼の夢を打ち明けられる。自分がその片腕になると張り切るカイトだったが、村でカイト達に難癖をつけてきた隣村のハンターを殴り倒したイシュムが謹慎を言い渡されてしまう。そんな折、孤島にリオレイアが現れ、漁に行った村の漁船が戻らない事件が発生。アオアシラ狩猟で自信を深めたカイトはリオレイアを討伐してイシュムに認められようと、シオンと共に孤島に向かうのだった。

### 登場人物

#### 蒼天の証
トゥーク
ナギの村出身の片手剣使い。初登場時の装備はセクトセロとチェーンシリーズ。
父親が書いたモンスター図鑑を完成させることを目的に様々なモンスターと遭遇できる拠点を求めてユクモ村を訪れる。
ユクモ村に来るまでの力量は新人に毛が生えた程度のレベルでしかなかったが、ユクモ村では到着した時点で「凄腕のベテラン」として名前が広まっており、熱烈な歓迎と厚待遇を受けることに。
おだてに弱く、調子に乗りやすい面があるものの、村人の期待や弟子となったハンターの希望を裏切るまいとできる限りのことをする強い責任感の持ち主でもある。
父親のモンスター図鑑を熟読したり、仲間と綿密な打ち合わせを行うなど、できる限りの事前準備をしてから狩猟に臨む。もっとも上記のようにハンターとしては経験が浅く、実際に遭遇したモンスターの種類が多くないこととモンスター図鑑が未完成なため、未知の動きに翻弄されることも多い。しかしモンスターのちょっとした動きからその習性や弱点を見抜く観察力や閃き、失敗を経験として次へと繋げて戦術を組むことのできる応用力を持っている。
なお、ラングロガールズらが「弟子の悩みを解決することに定評のあるユクモ村の英雄」として知っているなど、彼の活躍はユクモ村の住人が周囲に誇張して広めている模様。
ティカル
ユクモ村でハンターを志す少女。初登場時の装備はガンランスのユクモノ銃槍とユクモノシリーズ。
真面目で素直だが思い込みが強く話を聞かない癖があり、トゥークのあらゆる弁明をポジティブに解釈して彼を凄腕ハンターと信じ込んで強引に弟子入り、トゥークの最初の弟子となる。
幼い頃に嵐が原因で両親と生き別れになっており、自分の名前が広まればそれに気付いた両親と再会できるのではと高名なハンターを目指している。
ハンターとしては基礎訓練を終えたばかりでモンスターの狩猟経験は無い駆け出しだが、ユクモ農場での畑仕事はトゥークより上手い。また料理の腕もかなりのもので、後に料理のレシピ本を執筆してハンターにもファンがいるようになっている。
暁の誓いに彼女の料理本が出演。マトイ村の井戸端会議で大評判の様子。
カルッタス
トゥークがユクモ村への道中で出会った男性。漂々として掴みどころのない人物だが、トゥークに期待しているような言動を見せる。
アイルーに懐かれており、トゥークにオトモアイルーを紹介した。
フブキ
カルッタスからトゥークに紹介されたオトモアイルー。毛並みは白で瞳はアイスブルー。装備はアイアンネコソードとアロイネコシリーズ。
登場時はカルッタスのガーグァ荷車の御者をやっていたが実はかなりベテランのオトモアイルーらしく、狩猟における知識や技術はトゥークより上。アイルーらしからぬ落ち着いた立ち振る舞いで未熟なトゥークやティカルに助言や叱咤することも多い。
キミドリ
フブキと同時にカルッタスから紹介されたオトモアイルー。体毛は名前の通りの黄緑色。装備は肉球ネコぱんちとズワロネコシリーズ。
フブキとは対照的に人懐っこく、特にティカルとは出会って早々に仲良くなっている。臆病な性格で狩猟ではあまり活躍しないが、採取ポイントを見つけるのが上手い。
ククルナ
トゥークの下に押しかけてきた弓使いの少女。初登場時の装備はアルクセロブランとラングロシリーズ（ただし腕防具であるラングロガードのみ未完成）。
ラングロトラを専門に狩猟するハンターチーム『ラングロガールズ』の一員として活動していたが、ある日突然「単独でラングロトラを狩って来い」とチームを追い出されて途方に暮れた末、トゥークの名声を頼ってきた。
他人への依存心が強く自分で考えて動くことに欠けているが、トゥークとの狩りの中で大きく成長していく。
元は良家のお嬢様だったため、言動はやや高飛車。しかし村の子供たちには優しいという一面も持つ。
『新生ラングロガールズ』での通り名はラングローナ。
ギノア
『ラングロガールズ』のリーダーを務める大剣使いの女性。通り名はラングロリア。装備は41式対飛竜大剣とラングロシリーズ。
丁寧な物腰かつ沈着冷静でともすれば冷淡にも見えがちだが、実は非常に情が強い人物。ククルナのことも溺愛しており、彼女を追い出したのはその将来を心配しての苦渋の決断だった。
シュミル
『ラングロガールズ』の一員である狩猟笛使いの女性。通り名はラングロッサ。装備はセロヴィセロヴランとラングロシリーズ。
一人称は「僕」で言葉使いも男性的。一歩引いたところからギノアとククルナを見守るスタンスを取っており、ある意味チーム内では一番落ち着いている人物。
実はククルナを一時追い出すことを提案したのも彼女である。
マロエ
フブキとキミドリ不在中に新たにトゥークの狩りに同行することとなったオトモアイルー。毛並みは茶ぶち。装備はジャギィネコナイフとジャギィネコシリーズ。
お喋り好きで、「〜でありますニャ」などの軍人的な口調が特徴。武器以外に爆弾を用いての攻撃も行う。
リオ
サドワの村出身の太刀使い。初登場時の装備は凍刃とバギィシリーズ。
ハンターとしての力量はかなり高く、既に数度の飛竜種の狩猟経験を持つ。しかし、自信を喪失しており言動も内向的。ハンターを辞めたいと口にしているが、同時に辞める訳にはいかない理由も抱えているらしく、その板挟みに苦悩している。
サドワの村のハンターズギルドで落ち込んでいたところを修行で訪れていたティカルが相談に乗り、トゥークへと引き合わせるためにユクモ村へと連れてくる。
ソヨカゼ
マロエが連れてきたオトモアイルー。マロエの大親友らしい。毛並みは蒼。装備はボロスネコメイルとボロスネコシリーズ。
オトモでありながらまともにモンスターと相対することも難しい程に臆病な性格で、当初はトゥークが普通に声をかけただけでも怯えていた。
リオとは自信を持てない者同士通じるものがあったのかすぐ打ち解け、互いの理解者と呼べる存在となった。
オトモアイルーを引退した後もリオと行動を共にし、ヴァルカ村のアヅサ屋という宿に定住し、番台も勤めている。
シルト
リオの父親。既に引退しているが、かつてはスレンと共にかなりの腕を持つハンターだったらしく、リオに自分たち以上のハンターとなることを期待している。
人の話を聞かずに自分の考えを押し付けてしまう欠点がある。ただし、スレンによると本当は気が弱いのを意地を張って隠しているだけらしい。スレンには全く頭が上がっていない。
スレン
リオの母親。シルトとは対照的に必要以上のことは話さない落ち着いた人物。
フルガ
ユクモ村出身のハンマー使い。初登場時の装備はフローズンコア改とボロスSシリーズ。
16歳にして既に上位ハンターへの昇格を果たしている天才少年で、実力はランク相応に高いものの精神的には未熟な面がある。思い込みや過信で浅慮な行動に走ってしまうこともあるが、狩りの場では同行者の意見を素直に受け入れることも多く、単なる頑固者ではない。
3年の修行の旅を終えてユクモ村へ凱旋するも、村人達の信頼厚いハンターというポジションには既にトゥークがいたことから彼に対抗意識を持ち、勝負を吹っかけるようになる。
ガーシュ
フルガの父親。トゥークの先代のハンター教官だった。腕前や人格に優れた人物で、引退してからも度々相談を持ちかけられるほど周囲の尊敬を集めていたが、近年はトゥークの活躍もあって影が薄くなってしまっている。
フルガに対してはその才能を喜びつつも、空回りしやすい性格を心配している。
エスラ
希少種モンスターを好んで追っている姉妹ハンター『金銀姉妹』の姉。「暁」の異名を持つ。登場時の装備はライトボウガンの鳳仙火竜砲とゴールドルナシリーズ。
饒舌で芝居がかった物言いをする。良くも悪くもマイペースで、狩場に到着した後でも気が乗らなければ露骨にやる気の無い態度を取るなど性格面には問題も多い人物。しかしハンターとしての実力は本物で、特に観察力や分析力に優れる。
希少種の中でもリオレイア希少種がお気に入りで、他人と顔を合わせれば挨拶ついでにリオレイア希少種の魅力を語り始める程の心酔振りを見せる。
トゥークの父親のことを知っているらしいが、話を聞くべくタンジアの港を訪れたトゥークにはぐらかすような態度を取る。また、溺愛するシャーラの機嫌が悪いことには心当たりが無く困惑している。希少種にしか興味のない彼女だが、最近ではリオレウス亜種もお気に入り。ラングロガールズのことを「ラングロトラしか狩れない集団」と勘違いしている。
シャーラ
希少種モンスターを好んで追っている姉妹ハンター『金銀姉妹』の妹。「宵闇」の異名を持つ。登場時の装備は双剣のギロチンとシルバーソルシリーズ。
姉とは対照的に無口かつ無愛想で、狩場においても協調性を見せないが、ハンターとしての力量は一流。
エスラに不満を持っているらしく、彼女への態度はそっけないものになっている。
タルス
緊急事態に陥ったユクモ村に現れたハンター。初登場時の装備はフレイムテンペストとアグナSシリーズ。
ギルドカードを確認したギルドマネージャーが即座に太鼓判を押す程の実力者で、トゥークと共に事態の収拾に当たる。
頭部を完全に覆ってしまうアグナSヘルムをしっかりと被り、「喉の調子が悪い」と称して会話も2匹のオトモを通して行うため、顔や声はハッキリとわからない。しかし、その声にトゥークは聞き覚えがある。
マルー
タルスが連れてきた双子のオトモアイルーの片割れ。毛並みは若葉トラ。装備は王牙ネコ剣【猫雷】とジンオウSネコシリーズ。
一人称は「あっし」で語尾に「〜でござんすニャ」を付けるなどひょうきん者。狩猟ではブーメランを用いた攻撃を多用する。
ツミキ
タルスが連れてきた双子のオトモアイルーの片割れ。毛並みは銀青トラ。装備はアグナSネコランスとアグナSネコシリーズ。
一人称は「拙者」でマルーよりは口数が少なく、落ち着いている。狩猟では武器を用いた近接攻撃を得意とする。
トゥークはツミキにどこか懐かしい雰囲気を感じている。
ヒューム
トゥークの父親。モンスター図鑑のかつての持ち主。
古龍観測所の観測隊のメンバーであり、モンスターの生態情報を調査するべく危険な狩場にも踏み込んでいく仕事熱心な人物。10年以上も息子をほったらかしにして音信不通の状態が続いたため、トゥークは当初良く思っていなかったが、トゥークがモンスター図鑑の作成を行い、その苦労と意義を理解したことで徐々に父の行動に理解を示す。
ハンターでもあり、その装備から既にG級に至っている実力者である。装備はヘビィボウガンの凍戈砲カインスヘルとアーティアXシリーズ。
金銀姉妹との係わりなどから様々な尾ひれが付いて噂が広まった結果、一部のハンターの間では「美形の凄腕ハンター」ということになっている。
狩りの最中にふらりとどこかに行ってしまうことがあり、ブラキディオスの狩猟時にもジリスがハチミツ採取に勤しんでる間にもいなくなってしまい、そのためジリスとセルエは苦戦を強いられる。
ジリス
リオの妹。初登場時の装備は太刀のヒドゥンサーベル改とアロイSシリーズ。
幼い頃は病気で足が不自由だったが手術の成功により回復した。現在は兄と同じくハンターとなっている。年齢は15歳だが既に上位ハンターとなっている。
慎重で生真面目な優等生で、狩猟の際には事前準備や下調べを入念に行い、計算した行動で現場でのリスクを避けようとする。太刀の腕前も相当だが、アイテムを駆使した後方支援に徹していることが多い。
病気だった頃に心の支えだった兄に大きな影響を与え、間接的に自分を救ってくれた恩人であるトゥークに敬意を抱いており、ユクモ村を訪れ彼の弟子に志願する。
セルエ
北の村出身のランス使いの少年。初登場時の装備はスパイラルボアとルドロスSシリーズ。
「人の役に立ちたい」「ただのハンターで終わりたくない」という想いからモンスターの生態などを記した『モンスター大百科』の作成を目標にしており、先駆者であるトゥークに強い憧れを持つ。やや不器用ながら真っ直ぐな性格の努力家で、フルガやククルナからは気に入られている。ハンターとしての経歴はジリスと同程度だが、冷静さを欠いて感情的に行動してしまうところがある。ある意味正反対のタイプのジリスとは方針の違いから度々衝突することになる。
トゥークとジリスの弟子巡りの旅の道中に偶然遭遇し、その場で弟子入り志願。熱意を認められたことでトゥークの弟子となるも、ブラキディオス遭遇時にトゥークに怪我をさせてしまったことに責任を感じてユクモ村に向かう途中に逃走する。その後タンジアの港でクルトアイズや金銀姉妹、ヒュームとの邂逅を通して気持ちを改め成長していく。

#### 暁の誓い
カイト
マトイ村の駆け出しハンター。初登場時の装備は大剣のアイアンソードとハンターシリーズ。
前向きで調子に乗りやすい性格。気持ちの切り替えが早く失敗を引き摺らないが、逆に物事を都合よく解釈して自分を過信したり、失敗を反省しないという欠点として表れてしまう。
ハンターとしては技術より力や体力を重視するタイプで、意見の異なるシオンとはよく衝突するものの仲は良い。
『MH4』の世界観となった3巻ではキャラバン所属のハンターとなっており、武器もチャージアックスへと転向している。
『蒼き翼』を“でっかく”しようと躍起になっているものの、実力や名声は低いため勧誘に応じてくれるハンターが現れず難航している。
シオン
マトイ村の駆け出しハンター。初登場時の装備は双剣のツインダガーとレザーシリーズ。
カイトとは幼馴染の関係であり、いつも口喧嘩は絶えないものの、自他共に認める親友同士。カイトとは逆に知識や技術を重視する慎重派だが、挑発されるとすぐに激昂するなど冷静になりきれていない未熟な面もある。本人としてはいつも無謀な行動を取るカイトの尻拭いをするハメになっていると考えているが、周囲から見るとお互い様の様子。双剣使いとしては『蒼天の証』に登場したシャーラに憧れているらしい。
両親がいないため妹のユゥミとは仲が良く、やや兄馬鹿な一面を持つ。また妹ほどではないが料理の腕も立つ。
3巻ではカイト達とは袂を分かって行方を眩ませている。
ユゥミ
シオンの妹。初登場時の装備は狩猟笛のメタルバグパイプとボーンシリーズ。
黒髪の兄と異なり髪は薄桃色（2巻以降。1巻では銀髪）。優しい優等生的な性格で、料理に関しては天才的な腕前を誇る。『蒼天の証』のティカルの料理本を所有している。
カイト達より経験は浅いが、村を訪れるハンター教官の手伝いなどを勤める。
3巻ではカイトと共にキャラバンに所属しており、武器も操虫棍を使うようになっている。ハンター業の傍ら失踪した兄の行方を捜している。
イシュム
マトイ村に在住するハンター。初登場時の装備はスラッシュアックスの雷剣斧ヴォルトとナルガSシリーズ。
豪快で懐の深い人物。別の村のハンターからも一目置かれる存在で、村人からの信頼も厚い。カイトやシオンが「アニキ」と慕い、ハンターとしての目標として憧れている。「でっかい○○」という表現を好む（「でっかいハンターになる」「でっかいチームを作る」など）。
いずれ『蒼き翼』という猟団を結成して腕利きのハンターを集めるという夢を持っており、カイトやシオンにも期待を寄せている。
かつてトライゼンからの手紙でディアブロスの撃退依頼が来た際、最寄りの村がカルル村だというだけで挙動不審になり、その余裕の無い態度にカイト達は驚いた。
トライゼン
砂原近くのカルル村在住の老人。元ハンターで「岩壊の射手」の異名を取る。老練の弓使いだったが年齢による体力の衰えから既に引退しており、知己であったカルル村村長から村の一画を譲り受けて隠居生活を送っている。
幼少期のイシュムと出会い、彼を一人前のハンターに育て上げた。喧嘩別れをしたため十年以上顔を合わせていない。
サキ
ある村で蔓延していた流行病にかかった少年。兄がいる。自らの死期を悟り、兄が病に効く香草を取りに行こうとするのを静止する。
クローバ
カイトと組んでいるオトモアイルー。初登場時の装備はブレイブネコランスとブレイブネコシリーズ。
サーリャと共に大砂漠に打ち揚げられていたのをカイトが救助したことを切っ掛けにキャラバンに合流した。
常に明るく前向きな性格で、同類のカイトとは気の合う。
サーリャ
ユゥミと組んでいるオトモアイルー。初登場時の装備はボーンネコピックとどんぐりネコシリーズ。
自信家でクールを気取っているが空回りすることも多い。クローバとはケンカしつつも仲が良い。
キャラバンの団長
カイト達が所属しているキャラバンをまとめる竜人族の老婆。
キャラバンのメンバーを暖かく見守る包容力のある人物で、カイト達からも「おばーちゃん」と呼ばれ慕われている。
エルイー
キャラバン所属の受付嬢。年齢はカイト達より少し上程度だと思われるが肝の据わった豪胆な人物。
ユゥミとは特に仲が良く何かと気遣う一方、周囲が見えなくなりがちなカイトには厳しい態度で助言を行うことｖが多い。
ラーク
『蒼き翼』に入団した新人ハンター。初登場時の装備はライトボウガンのショットボウガン・碧とゲネポスシリーズ。
本格的な登場は4巻からだが、名前は出ていなかったものの3巻で登場しており、カイトの勧誘を一度は断ったが最終的には入団を決めた。
血気盛んで背伸びしがちな危うさを抱えているが、それが逆にカイトの猟団長としての自覚を促しており、ラークもカイトを目標として奮起するなど互いに良い影響を与えている。
オーデル
エルイーの兄。初登場時の装備はハンマーのファッティプッシュ改とマギュルシリーズ。
カイトの『蒼き翼』をでっかくしたいという心意気に感じてエルイーが呼び寄せてくれたハンター。その実力は近隣で1、2を争うほど。
妹と比較して寡黙で、彼女の毒舌にもほとんど反応を返さないため、エルイーが苦手としている数少ない人物。しかし、扉絵のコミックではカイト達の狩猟成否を心配するエルイーに対して、タル郵便で成功の報せを受け取っていただけにもかかわらず、「カイトはいつか大きな事を成し遂げる目をしてるから大丈夫だ」ともっともらしいことを言ってみせた。
ティン
『蒼き翼』に入団した双子の片割れ。クックシリーズを纏った少年。使用武器は片手剣。
ダレン・モーランを追っており、古龍観測所にも知り合いの先生がいる。
アイルーとは打ち解けているが人間に対しては警戒心が強く、狩りにおいてもビリンとの連携だけを前提とした立ち回りをしてしまい、他の仲間と協調できないところがある。
ビリン
『蒼き翼』に入団した双子の片割れ。ゲリョスシリーズを纏った少女。使用武器はヘビィボウガン。
外見だけでなく話し方もティンと瓜二つ。一人称も「ボク」を使用している。
ティン同様に自分達双子以外の相手とは距離を置きがち。
ジャムカ
猟団『竜の峰団』のリーダーを務めるハンター。後に仲間と共に『蒼き翼』に加わる。装備はディアブロシリーズ。
少々押しの弱い性格だが『竜の峰団』時代からの仲間達からの信頼は厚く、『蒼き翼』加入後もリーダー格として支持されている。
クローデル
『竜の峰団』所属の女性ハンター。装備はフルフルシリーズ。
一見大人しそうな容貌をしているが強気な性格で、ジャムカを叱咤することもある。
『蒼き翼』に加わった後もあくまでジャムカをリーダーとして見ており、それが『蒼き翼』の既存メンバーと軋轢を生むことも。
スローン
『竜の峰団』所属のハンター。装備はドボルシリーズ。
グローデルと同じく『蒼き翼』加入後もジャムカを支持している。

### 既刊一覧
- 『モンスターハンター 蒼天の証1』2011年7月30日発行、ISBN 978-4-04-727399-3
- 『モンスターハンター 蒼天の証2』2011年10月29日発行、ISBN 978-4-04-727587-4
- 『モンスターハンター 蒼天の証3』2012年1月30日発行、ISBN 978-4-04-727794-6
- 『モンスターハンター 蒼天の証4』2012年4月28日発行、ISBN 978-4-04-727991-9
- 『モンスターハンター 蒼天の証5』2012年7月30日発行、ISBN 978-4-04-728213-1
- 『モンスターハンター 蒼天の証6』2012年10月29日発行、ISBN 978-4-04-728421-0
- 『モンスターハンター 蒼天の証7』2013年1月30日発行、ISBN 978-4-04-728660-3
- 『モンスターハンター 蒼天の証8』2013年3月30日発行、ISBN 978-4-04-728804-1
- 『モンスターハンター 暁の誓い1』2013年6月29日発行、ISBN 978-4-04-728980-2
- 『モンスターハンター 暁の誓い2』2013年9月30日発行、ISBN 978-4-04-729152-2
- 『モンスターハンター 暁の誓い3』2013年12月26日発行、ISBN 978-4-04-729326-7
- 『モンスターハンター 暁の誓い4』2014年3月29日発行、ISBN 978-4-04-729526-1
- 『モンスターハンター 暁の誓い5』2014年7月30日発行、ISBN 978-4-04-729784-5

## 西野吾郎版
著者西野吾郎、「天衣無縫のD」～「穿天無双の巨戟龍」のイラストは貞松龍壱、「クロスソウル」のイラストは布施龍太。

### あらすじ

#### 天衣無縫のD
心優しい青年サラクは、かなりの実力を持ちつつも大型モンスターに挑むことなく大好きなモンスターの絵を描いて穏やかな日々を送っていた。そんなある日、バルバレの市場で伝説のハンター集団に憧れているという少女フレアに声をかけられ、強引に狩りへと連れ出されることに。彼女はサラクこそ伝説のハンターに繋がる鍵だと断言する。

#### 氷雪無尽の獄狼竜
幾多の狩猟を通じて経験を積み、名実ともに上位ハンターとなったサラクとフレアは二人はオトモ達とともにキャラバン『シロクロ運送社』を立ち上げ、各地を巡っていた。そんなあるとき、彼らはモンスターを畏怖する独自の文化を持った村を訪れる。そして、狩りの最中に村人が”山主様”と呼ぶジンオウガ亜種とは異なる、もう一匹の謎のジンオウガ亜種が彼らの前に現れ、氷海に暗雲が垂れ込めようとしていた。

#### 穿天無双の巨戟龍
ジンオウガ亜種の狩猟から五年。サラクとフレアはついにG級ハンターまで登りつめていた。キャラバンも順調に業績を伸ばしてハンターとして順調な日々を送ってる。そんなある日、サラク達は破壊され、火の手が上がる倉庫群を目撃する。 倉庫群は巨大なモンスターに襲撃され、保管されていた火薬が根こそぎ奪われていたという。各地で同様の被害が広がる中、彼らはドントルマでこの謎のモンスターを迎え撃つ決意を決める。

#### クロスソウル
ハンター一家に生まれたソニアは、故郷を離れ、龍歴院所属のハンターになるべく、オトモのチッカとベルナ村を訪れた。しかし、そこで待っていたのは募集が終了したとのあまりに残酷な知らせ。ショックと空腹で気を失った彼女は、ベルナ村で繁盛するレストラン龍ネコ亭の従業員兼ハンターのセイジに介抱される。住む場所、お金もないソニアは、龍ネコ亭で働くことを条件にベッドと食事を確保した。
実は龍ネコ亭の店主ジャンゴは凄腕の料理アイルー兼、経験豊富なニャンター。無謀な狩りで大怪我をしてモンスターを恐れるようになったセイジを預かり、一人前のハンターになるべく育て直しの最中だった。そこにソニアとチッカが加わり、古代林を駆け巡り、見落としと発見、老いと成長が描かれる。

### 登場人物

#### 天衣無縫のD / 氷雪無尽の獄狼竜 / 穿天無双の巨戟龍
フレア
ドントルマのお金持ちの家の娘。
シロナ
フレアのお供アイルー。普段と狩場でキャラが変わる。
サラク
ブルノーの息子。
クロノ
サラクのお供アイルー。
ターニャ(タビタ)
D4の一員｢沈黙のタビタ｣。フレアの師匠。
リク
氷雪無尽の獄狼竜から登場。トタン村出身。ハンディの弟子。
ピーア
氷雪無尽の獄狼竜から登場。トタン村出身。ガンナー。ハンディの妹。
ハンディ
リクとピーアの師匠。ガンナー。トタン村出身、村のおきてにより追放される。
ランベルト
D4のリーダー｢不動のランベルト｣。家族を守るためにハンターをやめた。
グンター
D4のメンバー｢若き天才グンター｣。ギルドナイトに所属。
ブルノー
D4のメンバー｢虫王ブルノー｣。サラクの父。

#### クロスソウル
ソニア
本作の主人公。寒冷地方にある町の生まれの少女で、ランス使い。初登場時17歳。
彼女の家族は、代々その町を拠点とするハンター一族で、ソニアも他の兄弟同様ハンターになることを期待されていた。
気が強く、勝ち気なところもある一方で、周囲の期待が重くのし掛かっていた。
龍歴院所属のハンターになるべく、ベルナ村に訪れたが…
チッカ
ソニアのオトモで、かなりのお調子者。
その一方で、レストランのリーダーを任されるしっかり者。
狩りでも全体を見渡し、ハンターたちの危機を救う。
セイジ
ソニアの先輩格のハンターであり、レストランの従業員。
過去にいわくのある人物の一人で、今は堅実で慎重な片手剣使いだが、元は…。
初登場時は19歳で以前は龍歴院所属のハンターだった。
ジャンゴ
雙眼のベテランニャンターで、レストランの凄腕店長。
一度はハンターを引退して料理の道に進むが、ある事情でハンターを再開した。
ベテランならではの経験に裏打ちされた広い視野でパーティを導く。
しかし、年齢ゆえの衰えと片目ゆえの距離感の掴めなさで、自らの身に危険が及ぶことに。

### 既刊一覧
- 『モンスターハンター 天衣無縫のD』2015年2月28日発売、ISBN 978-4-04-730231-0
- 『モンスターハンター 氷雪無尽の獄狼竜』2015年7月30日発売、ISBN 978-4-04-730587-8
- 『モンスターハンター 穿天無双の巨戟龍』2016年2月29日発売、ISBN 978-4-04-730981-4
- 『モンスターハンター クロスソウル』2017年1月30日発売、ISBN 978-4-04-734491-4
- 『モンスターハンター クロスソウル2』2017年5月30日発売、ISBN 978-4-04-734635-2

## コラボノベル
著者M.S.S Project with 氷上慧一、イラスト布施龍太。ゲーム実況者集団M.S.S Projectとのコラボレーションノベル。

### あらすじ
M.S.S ProjectのFB777（エフビー）とKIKKUN-MK-II（きっくん)、あろまほっと、eoheoh（えおえお）の4人が、モンハンの世界で音楽活動をしつつハンター生活をしていく。
一巻
FB中心。ドントルマを拠点として旧砂漠でセルレギオスと戦う物語。
二巻
あろまほっと中心。バルバレを拠点とし地底洞窟でテツカブラとネルスキュラの多頭狩りに挑む物語。
三巻
えおえお中心。チコ村を拠点とし原生林でジンオウガと戦う物語。「疾風の翼」のコジローも登場し、テアンとマディリアも最後にちらっと登場する。
四巻
きっくん中心。ドントルマに戻り、演奏会を開く。

### 登場人物
FB777（エフビースリーセブン）
愛称はFB（エフビー）。雑用マスター。身長170cm、。容姿はグラサン。作詞・作曲、動画の撮影、編集、投稿を担当。きっくんとは悪友。
KIKKUN-MK-II（キックンマークツー）
愛称はきっくん。特攻隊長。身長178cm。容姿はホスト。作詞・作曲、ギター演奏、中二病トーク担当。2Dゲームが得意。
あろまほっと
愛称はあろま、先生。ニセ癒し系。身長165cm。容姿は般若。旅企画、ツッコミ、毒舌担当。メンバー曰く天邪鬼。
eoheoh（エオエオ）
天然要員。身長172cm。容姿は宇宙人。動画の編集、天然要員担当。メンバー1の負けず嫌い。

### 既刊一覧
- 『モンスターハンター“M.S.S Project×ファミ通文庫"コラボノベル 天地カオスな狩猟奏』2015年1月30日発売、ISBN 978-4-04-730233-4
- 『モンスターハンター“M.S.S Project×ファミ通文庫”コラボノベル 天地カオスな狩猟奏2』2015年6月29日発売、ISBN 978-4-04-730540-3
- 『モンスターハンター“M.S.S Project×ファミ通文庫"コラボノベル 天地カオスな狩猟奏3』2015年10月30日発売、ISBN 978-4-04-730767-4
- 『モンスターハンター“M.S.S Project×ファミ通文庫"コラボノベル 天地カオスな狩猟奏4』2016年3月30日発売、ISBN 978-4-04-734043-5

## アンソロジーノベル
著者あかほりさとる・海冬レイジ・嬉野秋彦・氷上慧一、イラストHisasi・布施龍太・貞松龍壱・菊野郎

### 既刊一覧
- 『モンスターハンター アンソロジーノベル 狩魂』2015年3月30日発売、ISBN 978-4-04-730416-1